# Проституция в Азербайджане
Проституция в Азербайджане незаконна, но распространена. Проституция является административным правонарушением и наказывается штрафом. Содержание борделя является уголовным преступлением и наказывается лишением свободы на срок до 6 лет. В 2017 году законопроект, предлагающий добавить большие штрафы к наказанию за содержание борделя, был представлен Национальному собранию. По оценкам, в Азербайджане 25 054 проституток, некоторым из которых от 15 до 18 лет.
В советское время проституция была редкостью для тех, кто находился под контролем КГБ, многие из которых были информаторами.
В столичном районе Бадамдар, есть много кафе, где проститутки ожидают клиентов. В 2011 году более 300 местных жителей провели акцию протеста против этого. Проституток также можно найти в кафе на улице Низами (известной как «Торговая») в центре Баку.

## Секс торговля
Торговцы людьми эксплуатируют жертв внутри страны и за рубежом в Азербайджане, а также торговцы людьми эксплуатируют жертв из Азербайджана за рубежом. Женщины и дети из Азербайджана подвергаются сексуальной торговле внутри страны, а также в Иране, Малайзии, Пакистане, России, Турции и ОАЭ. Азербайджан является страной назначения для жертв сексуальной торговли из Китая, России, Туркменистана, Украины и Узбекистана. В предыдущие годы Азербайджан использовался в качестве транзитной страны для жертв сексуальной торговли из Центральной Азии в Иран, Турцию и ОАЭ.
Закон 2005 года о борьбе с торговлей людьми и статья 144 Уголовного кодекса запрещают торговлю людьми и предусматривают наказание в виде тюремного заключения на срок от пяти до десяти лет. В 2018 году правительство расследовало 26 случаев сексуальной эксплуатации и осудило 21 торговавшего людьми для сексуальных услуг, по сравнению с 25 торговцами в 2017 году.
В 2019 году Государственный департамент Соединенных Штатов Америки по мониторингу и борьбе с торговлей людьми понизил рейтинг Азербайджана до 2-го уровня.